# Елизабет Блекберн
Елизабет Блекберн (енгл. Elizabeth Helen Blackburn; Хобарт, 26. новембар 1948) аустралијско-амерички је лекар, професор и научник, тренутни председник Салк института за биолошке студије. Пре тога, била је биолошки истраживач на Универзитету у Калифорнији, Сан Франциско, где је проучавала теломере, структуре на крајевима хромозома које штите хромозоме. Блекбернова је, заједно са Керол Грајдер и Џеком Шостаком, открила теломеразу, ензим који испуњује теломере, за шта је добила Нобелову награду за физиологију и медицину 2009. године, постајући тако једини носилац Нобелове награде тасманског порекла. Такође се бавила медицинском етиком и била је контроверзно избачена из Бушовог Председничког савета за биоетику.